# Ibadat khana
Ibadat khana (dom modłów) – mogolskie centrum spotkań i dyskusji międzyreligijnych. Wybudowany w 1575 przez mogolskiego cesarza Akbara (1556–1605) w jego pałacu w Fatehpur Sikri.
Początkowo budynek miał służyć tylko do rozmów pomiędzy uczonymi sunnickimi. Poziom rozmów okazał się jednak niewystarczający dla monarchy, zaprosił więc do nich także przedstawicieli innych wyznań (a nawet niewierzących). 
W wyniku działania ibadat khana Akbar w 1580 rozpoczął próbę synkretyzmu religijnego. Stworzył religię din-e-illahi (wiara boża). Za główną podstawę przyjął panteistyczny sufizm, bhakti oraz hinduistyczne rytuały. Wprowadzone zostały także elementy chrześcijaństwa (np. krzyż jako symbol zbawienia), zoroastrianizmu (np. ceremonie ognia) oraz dżinizmu. Nowa religia nie zyskała jednak popularności nawet na dworze Akbara – do tej pory udało się zidentyfikować tylko 18 członków. 
Alfred Tennyson chwalił ibadat khana jako przejaw tolerancji i człowieczeństwa, przeciwstawiając temu XIX-wieczny anglikanizm.